# En coulisse avec Julie
En coulisse avec Julie (Julie's Greenroom) est une série télévisée éducative pré-scolaire américaine en treize épisodes d'environ 27 minutes mise en ligne le 17 mars 2017 sur Netflix.

## Synopsis
Julie Andrews et son assistant Gus (Giullian Yao Gioiello) reçoivent des acteurs et chanteurs célèbres afin de faire découvrir à leurs élèves, une troupe de marionnettes appelée les Petits Artistes, les différents domaines du spectacle vivant (danse, chant, comédie, etc.).

## Fiche technique
- Titre original : Julie's Greenroom
- Titre français : En coulisse avec Julie
- Création : Julie Andrews, Emma Walton Hamilton, Judy Rothman Rofé
- Réalisation : Joey Mazzarino
- Scénario : Julie Andrews, Emma Walton Hamilton, Judy Rothman Rofé, Joey Mazzarino, Alex Rockwell, Joseph Purdy
- Décors : David Weller (supervision), Rich Murray
- Costumes : Jacki Roach
- Photographie : Bill Berner, Chris Ekstein, Nancy Schreiber
- Montage : Jennifer Lee, Kevin Messman, Mollie Goldstein
- Musique : Ryan Shore
- Production : Tom Keniston ; Joey Mazzarino (coproducteur) ; Julie Andrews, Steve Sauer, Emma Walton Hamilton, Lisa Henson, Halle Stanford (exécutifs)
- Société de production : The Jim Henson Company
- Société de distribution : Netflix
- Pays :  États-Unis
- Langue : anglais
- Format : Couleurs - 1,85:1 - son Dolby stéréo
- Genre : comédie musicale
- Nb. d'épisodes : 13 (1 saison)
- Durée : 27 min.
- Budget : 15 000 000 $
- Date de sortie : 17 mars 2017 (Netflix)

## Distribution

### Personnages principaux
- Julie Andrews (VF : Frédérique Tirmont) : Miss Julie
- Giullian Yao Gioiello (VF : Clément Moreau (dialogue) / Jean-Michel Vaubien (chant)) : Gus

et les voix de :
- Jennifer Barnhart (VF : Karine Foviau) : Riley
- Stephanie D'Abruzzo (VF : Barbara Beretta) : Péri
- Dorien Davies (VF : Emmylou Homs) : Fizz
- Frankie Cordero (VF : Philippe Bozo) : Spike
- John Tartaglia (VF : Guillaume Beaujolais) : Hank
- Tyler Bunch (VF : Marc Saez) : Hugo le Canard
- John Kennedy (VF : Jennifer Fauveau) : Toby le Chien

### Invités
- Idina Menzel (VF : Anaïs Delva) : elle-même
- Rachel Tucker (VF : Marie Chevalot) : elle-même
- Chris Colfer (VF : Olivier Podesta) : lui-même
- Josh Groban (VF : Jean-Pascal Quilichini) : lui-même
- Alec Baldwin (VF : Bernard Lanneau) : lui-même
- Tiler Peck (VF : Camille Donda) : elle-même
- Robert Fairchild (VF : Adrien Larmande) : lui-même
- Sara Bareilles (VF : Jessica Barrier) : elle-même
- Ellie Kemper (VF : Laëtitia Godès) : elle-même
- Joshua Bell (VF : Nicolas Marié) : lui-même
- Bill Irwin (VF : Michel Dodane) : lui-même
- Stomp : eux-mêmes
- Tituss Burgess (VF : Diouc Koma) : lui-même
- David Hyde Pierce (VF : Bernard Alane) : lui-même
- Carol Burnett (VF : Sylvie Genty) : Edna Brightful

Générique interprété par Jean-Michel Vaubien
Version française
- Société de doublage : Deluxe Media Paris
- Adaptation des dialogues : Matthias Delobel, Marc Saez, Michèle Lituac et Véronique Picciotto
- Direction artistique : Ninou Fratellini

 Source et légende : version française (VF) sur RS Doublage   et cartons de doublage des épisodes

## Épisodes
1. Que le spectacle commence ! (The Show Must Go On)
2. L'Étoffe des auteurs (The Write Stuff!)
3. La Mélodie du bonheur (Singin' in the Room)
4. Bien le bonjour de l'ogre (Hello from the Ogre Side)
5. Une danse de pointe (Barre None)
6. Écrire… écrire une chanson ! (Write … Write a Song)
7. Une matinée d'impro (Morning at the Improv)
8. S'entraîner pour s'améliorer (Quacktice Makes Perfect)
9. Le Truc en plus (Send in the WOW)
10. Le Rythme dans la peau (Rhythm Is Gonna Get You)
11. Costumes sur mesure (Costumer Service)
12. La Répétition pas géniale (The Mess Rehearsal)
13. Mash-Up, la comédie musicale (Mash-Up: The Musical)

## Production
Cette série met en scène l'actrice et chanteuse Julie Andrews, connue pour avoir joué notamment dans La Mélodie du bonheur et Mary Poppins), accompagnée des Petits Artistes, une troupe de marionnettes créées par The Jim Henson Company,,.
Chaque épisode est centré sur un élément des arts de la scène, et comprend une chanson originale. De plus, des vedettes de l'écran ou de la scène sont invitées à chaque épisode pour apprendre aux Petits Artistes un domaine bien spécifique des arts de la scène. Les treize épisodes d'environ 30 minutes chacun sont sortis simultanément sur Netflix le 17 mars 2017,,.